# Ossen (See)
Der Ossen ist ein auf dem Gemeindegebieten von Buschvitz und Ralswiek, Landkreis Vorpommern-Rügen, Mecklenburg-Vorpommern gelegener See. Er befindet sich nordöstlich der Stadt Bergen auf Rügen im Feuchtgebiet Burnitzer Bruch und ist ein sehr flacher See. Der See und seine Umgebung waren seit 1835 künstlich entwässert worden. Im Jahr 2008 wurde ein Projekt gestartet, das 2017 damit endete, dass das Schöpfwerk abgestellt und eine freie Verbindung zwischen dem Ossen und dem Kleinen Jasmunder Bodden geschaffen wurde. Der See gehört zum Landschaftsschutzgebiet Nordrügensche Bodden und Nonnensee. Der See und seine Umgebung wurden 2011 als Nationales Naturerbe anerkannt und beherbergen zahlreiche, teilweise gefährdete Vogelarten wie Seeadler, Kranich, Eisvogel, Rohrdommel oder Wachtelkönig.

## Nachweise
1. ↑  Ein Moor ist zurück: Niederung des Ossens ist renaturiert